# The Fleuron
Pour les articles homonymes, voir Fleuron.

The Fleuron est le titre de la revue de la société The Fleuron, fondée à Londres par les typographes Stanley Morison, Francis Meynel, Holbrook Jackson, Bernard Newdigate et Oliver Simon, et publiée de 1927 à 1930.
En 1922, Stanley Morison, conseiller artistique de la Monotype Corporation, fonde avec ses amis une société consacrée à l'art typographique. Le mot fleuron, en anglais comme en français, désigne un ornement floral typographique. L'année suivante, la société publie son journal, un volume contenant une grande variété de papiers, d'illustrations, de spécimens, de fac-similés, avec des essais par des auteurs spécialisés dans les domaines de la typographie et du livre. The Fleuron, dans ses sept livraisons, représente l'essentiel de la typographie de son époque, et son implication dans l'histoire. The Fleuron s'inscrit dans la tradition des journaux britanniques de typographie, qui, dans des formats et des titres différents, célèbrent cet art, comme The Monotype Recorder, Alphabet and Image (1946-1952), Typographica (1949-1967), Motif (1958-1967), Baseline (depuis 1979), The Matrix (depuis 1981), Eye (depuis 1990)...

## Parutions deThe Fleuron
- The Fleuron, A Journal of Typography, Numéro 1, édité par Oliver Simon, 1923. Francis Meynell, Stanley Morison, Fleurs et Arabesques d'Imprimeurs.
- The Fleuron, A Journal of Typography, Numéro 2, édité par Oliver Simon, 1923.
- The Fleuron, A Journal of Typography, Numéro 3, édité par Oliver Simon, 1924. W. A. Dwiggins, D. B. Updike, Marrymount Press, le développement du livre. Les styles modernes dans l'édition musicale.
- The Fleuron, A Journal of Typography, Numéro 4, édité par Oliver Simon, 1925. Frederic Warde, essai sur l'œuvre de Bruce Rogers.
- The Fleuron, A Journal of Typography, Numéro 5, édité par Stanley Morison, The University Press, Cambridge, Doubleday Page, New York, 1926. Essai de Beatrice Warde (sous le pseudonyme de Paul Beaujon) sur l'attribution erronée des types de Jean Jannon à Claude Garamond.
- The Fleuron, A Journal of Typography, Numéro 6, édité par Stanley Morison, The University Press, Cambridge, Doubleday Page, New York, 1928. Articles sur Rudolph Koch, Geoffroy Tory, essai de Beatrice Warde (sous le pseudonyme de Paul Beaujon) De la peinture décorative en Amérique, et de Stanley Morison, Types décorés.
- The Fleuron, A Journal of Typography, Numéro 7, édité par Stanley Morison, The University Press, Cambridge, Doubleday Page, New York, 1930. Spécimens de Perpetua, de Centaure romain, Monotype Bembo et Lutetia. Essai de Beatrice Warde : Eric Gill, sculpteur de lettres, et une réimpression complète de The Passion of Perpetua and Felicity (La Passion de Perpétue et Félicité) dans la typographie et avec les illustrations d'Eric Gill. L'essai célèbre de Stanley Morison First Principles of Typography (Premiers principes de Typographie).